# Puomakarvo
Puomakarvo är en ö i Finland.   Den ligger i kommunen Kalajoki i den ekonomiska regionen  Ylivieska ekonomiska region  och landskapet Norra Österbotten, i den centrala delen av landet, 500 km norr om huvudstaden Helsingfors.
Terrängen på Puomakarvo är varierad.  I omgivningarna runt Puomakarvo växer i huvudsak blandskog.